# Somatidia pulchella
Somatidia pulchella är en skalbaggsart som beskrevs av Arthur Sidney Olliff 1889. Somatidia pulchella ingår i släktet Somatidia och familjen långhorningar. Inga underarter finns listade i Catalogue of Life.